# Zimmermann (band)
Zimmermann was een Roermondse popgroep die in diverse bezettingen optrad tussen 1971 en 1979. Een van de bandleden was Gé Reinders, die in 1977 samen met drummer Henk Smeets de band Girls Walk By oprichtte.

## Biografie
Het Roermondse Zimmermann werd in 1970 opgericht door Paul van Horrik en Rob van Appeven. De band begon met het spelen van nummers van Bob Dylan. De band is ook naar Dylan (echte naam Robert Zimmermann) vernoemd.
Zimmermann kende in het 10-jarige bestaan vele bezettingen. Halverwege de jaren zeventig speelde de band door het hele land: Paradiso, de Melkweg, Don Kiesjot, Pinkpop en OOR’s Nationale Muziekpresentatie (de toenmalige Grote Prijs van Nederland). De band verdiende er een platencontract mee bij Bovema. Omdat zanger Gé Reinders door bobbeltjes op de stembanden een half jaar niet mocht zingen, is er echter nooit een plaat opgenomen.
Nadat in 1979 Rob van Appeven en René Hendrickx het voor gezien hielden, was dat het einde van Zimmermann. De overige bandleden richten met Roel Schenk en Thei Beckers de band The Dizzydents op.

## Bandleden
- Rob van Appeven (1971-1979)
- Paul van Horrik (1971-1979)
- Hans van der Linde (1991-1973)
- Harrie Hanssen (1971-1974)
- Paul Wassenberg (1971-1972)
- Thijs Hendrickx (1972-1973)
- Joop Thijssen (1972-1973)
- Gé Reinders (1972-1976)
- Tof Deckers (1973-1974)
- Henk Smeets (1974-1977)
- Hans Boots (1974-1976)
- Hein Gubbels (1974-1976)
- Jos Slabbers (1976-1979)
- Frans Houben (1976-1977)
- René Hendrickx (1977-1979)
- Peter Schultz (1977)
- Eduard Nazarski (1977-1979)
- Harrie Damen (1977-1979)
- Raymond van der Meer (1977-1979)
- Thei Beckers (1977-1979)